# Jangan-dong
Jangan-dong là một dong, phường của Dongdaemun-gu ở Seoul, Hàn Quốc.

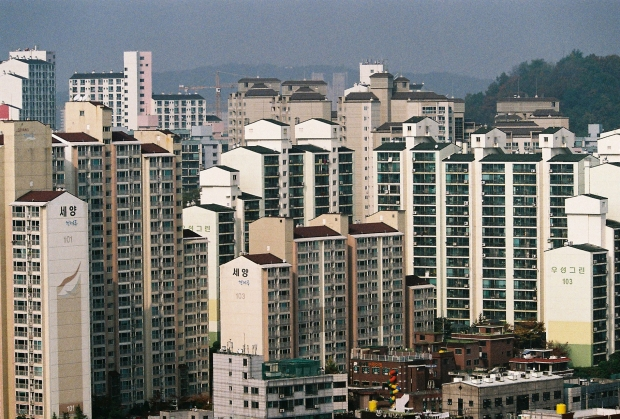
High rise apartments in Jangandong, Dongdaemun-gu, Seoul, South Korea.
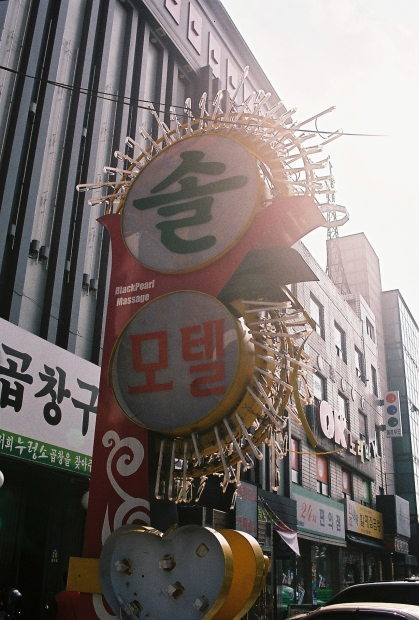
A sign in Jangan-dong, Seoul advertises massages. Jangan-dong is a well-known haven for prostitution.